# 行使
| ウィキペディアには「行使」という見出しの百科事典記事はありません（タイトルに「行使」を含むページの一覧/「行使」で始まるページの一覧）。 代わりにウィクショナリーのページ「行使」が役に立つかもしれません。 |